# Behbeit el-Hagar
Behbeit el-Hagar és una petita ciutat d'Egipte a pocs quilòmetres al sud de Samannud (Sebenitos) a la part central del delta del Nil on es troben les restes d'un temple de l'antic Egipte, conegut a l'època clàssica com Iseum, probablement vinculat al temple de Sebenitos, seu de la Dinastia XXX, i a la capital regional Busiris (nomo XXII, Theb-ka).
El seu nom egipci fou Per-Hebit (El domini de les deesses de la festa); Hebit es creu que es referia a un festival dedicat a la deessa Isis i als ritus funeraris associats.
El lloc cobreix una superfície de més de set hectàrees i queden restes dels murs del recinte per dues parts (nord i sud). El temple, del període Saïta, fou construït o parcialment reconstruït per Nectabeu I Kheperkare (s'ha trobat el seu nom a una inscripció a una estàtua de Harsieis, visir de Nectabeu II) i Nectabeu II Senedjemibre, que va construir la capella d'Osiris-Hemag i probablement també un dromos alineat amb esfinxs al centre de l'entrada principal. El temple fou després reformat per Ptolemeu II Filadelf, i a la façana una inscripció defineix a Isis com "Isis la gran, la mare divina"; el santuari d'Isis fou la part més gran del temple; el santuari era rodejat de capelles al nord, est i sud; altres capelles es creu que eren dedicades a Osiris. Ptolemeu III Evergetes probablement va construir l'entrada principal i s'ha trobar uns cartutxos amb dedicatòria del rei i de la seva germana i esposa Berenice II; l'entrada era dedicada pel rei a Osiris-Andjety i per la reina a Isis.
No se sap la causa de la seva destrucció que va esdevenir en temps de Dioclecià. S'ha suggerit un terratrèmol. Moltes de les pedres foren reutilitzades, incloent un bloc per un temple d'Isis i Serapis a Roma al segle i.
Explorada per alguns viatgers al segle xviii, i copiades les inscripcions al segle xix, i al segle xx per Montet, Naville i d'altres. El 1991, la francesa Christine Favard-Meeks, va publicar la reconstrucció del temple basada en els blocs conservats.